# Xylosma bahamense
Xylosma bahamense är en videväxtart som först beskrevs av Nathaniel Lord Britton, och fick sitt nu gällande namn av Paul Carpenter Standley. Xylosma bahamense ingår i släktet Xylosma och familjen videväxter. Inga underarter finns listade i Catalogue of Life.